# يانغ شياو
يانغ شياو (بالصينية: 楊曉) هي مجدفة صينية، ولدت في 6 مارس 1964.

## وصلات خارجية
- يانغ شياو على موقع الاتحاد الدولي للتجديف (الإنجليزية)
- يانغ شياو على موقع أوليمبيديا (الإنجليزية)
- يانغ شياو على موقع اللجنة الأولمبية الصينية (الإنجليزية)